# البحارنة في الكويت
البحارنة في الكويت هاجروا من وطنهم في البحرين إلى الكويت في القرن الثامن عشر.
زار المستكشف الألماني في القرن الثامن عشر كارستن نيبور جزيرة فيلكا في عام 1765 ووجد أن عددا غير متناسب من سكانها كانوا من البحارنة والذين عملوا كغواصين للبحث عن اللؤلؤ.